# Nimfodora Semёnovna Semёnova
Nimfodora Semёnovna Semёnova, in russo Нимфодо́ра Семёновна Семёнова? (Smolensk, 1788 – San Pietroburgo, 28 marzo 1876), è stata un'attrice teatrale russa.
Fu sorella dell'attrice Ekaterina Semёnova Semёnovna.

## Biografia
Nimfodora Semёnova nacque a Smolensk nel 1788 dove la madre Dar'ja era serva di un proprietario locale che a sua volta la vendette ad un tale Ždanov, insegnante di un corpo di cadetti, grato per avergli allevato il figlio. Dar'ja quindi rimase incinta del padrone e venne data in sposa ad un tale Semën, che ne divenne il padre putativo.
Dotata come la sorella di talento per il canto e la recitazione, ebbe l'occasione di studiare alla scuola di teatro di San Pietroburgo sotto la direzione del principe Aleksandr Aleksandrovic Šachovskoj. Ancora studentessa, nel 1807 fece il suo debutto sul palcoscenico del Teatro Kamennoostrovskij (attuale Teatro Bol'šoj) di San Pietroburgo nel ruolo di Miloslava (nell'opera La sirena del Dnepr di F. Kauer).
Dopo il diploma, venne arruolata nella compagnia del teatro Kamennoostrovskij. Attirò l'attenzione del maestro di cappella Katerino Kavos per le sue splendide qualità canore e questi lo convinse a studiare per l'appunto la materia dapprima con lo stesso Kavos e poi con Jakov Stepanovič Vorob'ëv. Dal 1809 comparve regolarmente negli spettacoli d'opera. La bellezza di Nimfodora la rese popolare anche presso il pubblico per la sua presenza "alta, snella, con una carnagione insolitamente delicata, con grandi occhi blu e capelli neri come la pece" (A. Ja. Golovačëva-Panaeva). Come cantante invece, giornali come il "Figlio della patria", la giudicarono nella media.
Dal 1828 fu stabilmente sul palcoscenico del Teatro Bol'šoj di Mosca, lasciandolo nel 1831 con una pensione di 4000 rubli dal Gabinetto di stato.
Nimfodora Semёnovna era molto rispettata anche nei circoli letterari. I suoi ospiti erano Aleksandr Griboedov, Nikolaj Gnedič, Vasilij Žukovskij, Aleksandr Puškin. Quest'ultimo le dedicò un poema comico "Vorrei essere tuo, Semënova", 1817-1820. Fu altrettanto ampiamente impegnata in opere di beneficenza; nella sua casa venivano allevate diverse ragazze povere insieme alle sue figlie. Nei circoli teatrali, contando sulla generosità della Semёnovna, era consuetudine invitarla a fare da madrina, e lei non si tirò mai indietro. Più di duecento dei suoi figliocci e figliocce vennero accuratamente registrati presso la chiesa della scuola di teatro. Fornì costante assistenza a diverse famiglie impegnate a favore del teatro, dai falegnami ai guardiani e persino ai coristi.
Per molti anni godette del patrocinio del filantropo conte V. V. Musin-Puškin, con il quale convisse apertamente per più di 20 anni e dal quale ebbe tre figlie che ricevettero il cognome di Temirova. Nel contempo, in silenzio se non per il pubblico almeno per il suo mecenate, ebbe anche una relazione col conte Alexander von Benckendorff; non è chiaro quindi chi sia il vero padre delle figlie della Semёnovna, nonostante il loro riconoscimento da parte del conte Musin-Puškin. Dopo la morte di Musin-Puškin, nel 1840 Semёnovna sposò un francese che viveva a Mosca, uno scrittore, impiegato della rivista Bulletin du Nord, Achille Lestrelin (morto nel 1864), e partì con lui alla volta di Parigi. Questo suo secondo marito ad ogni modo si rivelò un giocatore d'azzardo e pertanto per salvaguardare ciò che restava della sua fortuna, fu costretta a separarsi da lui e tornò a San Pietroburgo.
Dieci anni prima della sua morte, Ninfodora Semёnovna, come sua sorella, divenne cieca. Morì a San Pietroburgo e venne sepolta nel cimitero di Novodevičij. Negli anni '30 del Novecento, la sua sepoltura venne trasferita nella necropoli degli artisti del monastero di Aleksandr Nevskij.